# 东水门长江大桥

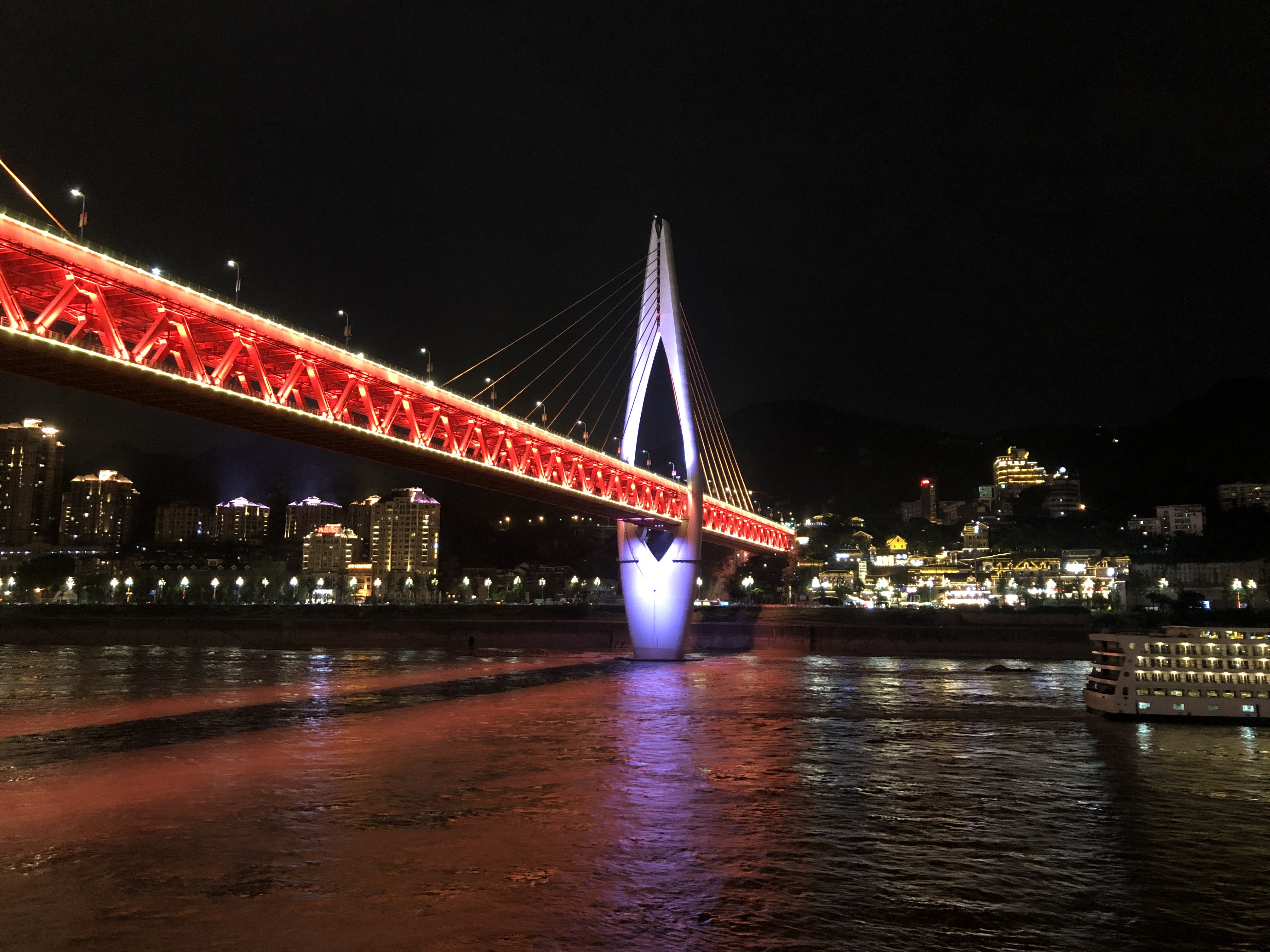

东水门长江大桥，是位于中国重庆市的一座公路与轨道交通两用斜拉桥，跨越长江，距上游石板坡长江大桥和下游朝天门长江大桥的距离均为约3.35公里，连接渝中区和南岸区，是渝中半岛朝天门地区的第一座跨江大桥，与千厮门嘉陵江大桥合称“两江大桥”。大桥设计为双塔单索面部分斜拉桥，全长1,124.947米，桥面总宽24米，主跨445米。双主塔的塔柱设计为圆润的天梭造型，其中南塔总高172.61米，北塔总高162.49米。大桥分上下双层布设桥面，上层桥面为双向四车道公路（城市次干道），下层桥面为重庆轨道交通6号线的双线轨道。大桥主塔基础工程于2009年12月29日开工，2014年3月31日正式通车。

## 设计
最初因为轨道交通的建设而设计了东水门长江大桥，后考虑到大桥如果不具备车行条件将会造城资源的浪费，于是最终设计为公路与轨道交通两用斜拉桥。在“引导车流快速往来于南岸和江北”的目的下将大桥设计了桥面单向两车道，双向四车道。大桥主桥长858米，三跨布局，主跨445米，南边跨222.5米，北边跨190.5米；上层公路桥面设计车速40公里/小时；大桥主墩位于砂岩出露区，属于稳定岩石，为建筑抗震有利地段，桥墩区抗震基本烈度为VI度，按VII度设防；桥墩呈八角形设计，能更好地分解撞击力。
东水门长江大桥在世界上首次采用了索梁锚固形式修建，索塔锚吨位居世界第一；斜拉索为139根平行钢绞线，最大承担拉力达1,450吨力，为世界桥梁之最；主桥塔下大吨位支座首次采用牛腿支撑方式。

## 建设历程
- File:Yuzhong CBD 20240722.jpgFile:Yuzhong CBD 20240722.jpg
- File:仰望重庆市渝中区半岛

- 2009年12月29日，大桥主塔基础工程开工。
- 2011年4月20日，大桥主塔基础工程竣工验收。
- 2011年4月30日，除索塔基础以外的其余工程开工。
- 2011年6月22日，开盘浇筑第一节索塔混凝土。
- 2012年12月1日，主塔成功封顶，大桥建设全面转入上部结构安装部分。
- 2012年5月18日，钢梁架设正式开始。
- 2012年10月22日，北塔开始挂设第一对斜拉索。
- 2013年2月6日，主桥顺利合龙。
- 2013年10月26日，钢桥面喷砂除锈、防水层施工开始。
- 2014年1月26日，完成大桥成桥荷载试验。
- 2014年3月15日，标线工程完成，全桥完工。
- 2014年3月25日，大桥通过专家验收。
- 2014年3月26日，通过竣工验收，达到通车条件。
- 2014年3月31日，上层公路桥正式通车。[4]